# 潮音
『潮音』（ちょうおん）は日本の短歌結社誌。1915年（大正4年）7月に、太田水穂によって創刊された。鎌倉市に拠点がある（潮音社）。

## 概要
太田水穂が協力、後援してきた若山牧水発刊の『創作』（第二次）の行き詰まりから、水穂・牧水両系の連合体として刊行された。1916年（大正5年）の暮れに両者は袂を分かち、牧水は翌年『創作』を復活させる（第三次『創作』）。潮音は水穂主宰のもとに存続。1920年（大正9年）からは水穂と同郷の岩波茂雄が経営する岩波書店が発売元となった。水穂死後は妻の四賀光子、太田青丘（水穂の兄の子で、水穂・光子の養子）、太田絢子（青丘の後妻）が代表を受け継いできた。現在の代表は木村雅子（青丘の実子）。

## 百周年関連
2015年、結社誌「潮音」7月号を「潮音創刊百周年記念号」として発行した。また、同年9月25日には、「創刊百周年記念祝賀会」をパレスホテル東京にて開催した。